# Philonotis perpusilla
Philonotis perpusilla är en bladmossart som beskrevs av Cardot in Grandidier 1915. Philonotis perpusilla ingår i släktet källmossor, och familjen Bartramiaceae. Inga underarter finns listade i Catalogue of Life.